# Eva Angelina
Eva Angelina (Huntington Beach, 14 marzo 1985) è un'attrice pornografica statunitense.

## Biografia
Ha cominciato la propria carriera a 18 anni ed è conosciuta per le sue performance in diversi generi, tra cui il gonzo. Ha vinto svariati premi tra il 2007 e il 2008, compreso un AVN Award come miglior attrice. Angelina è sposata con il collega attore porno Danny Mountain e ha annunciato la sua gravidanza nel giugno 2008, specificando che ha intenzione di tornare sulle scene alla metà del 2009.
Ha ascendenze cubane, cinesi, irlandesi e inglesi: ella stessa ha affermato di provenire da una famiglia originalmente facoltosa, che però quando lei aveva tredici anni perse tutto. Ha debuttato nel mondo del cinema per adulti nel 2003, tre mesi dopo aver compiuto 18 anni, rispondendo a una pubblicità su un quotidiano; la sua prima scena fu nella serie "Shane's World".
Ha confessato infatti che fin da bambina è sempre stata attratta da questo mondo, tanto da partecipare a video hard amatoriali ancora tredicenne. Angelina è famosa per portare gli occhiali durante le scene di sesso tantoché, ha detto, se li dimentica quando si presenta sulle scene per girare viene rimandata a prenderli; addirittura durante una sua comparsa alla premiazione degli AVN Awards non fu riconosciuta perché ne era priva.
Lo IAFD e ADult Web Movies Database la accreditano come interprete versatile che si è cimentata in svariati generi, quali l'interraziale, il bondage, l'orgia e altri ancora; recentemente a essi si è aggiunto il sesso anale e la doppia penetrazione, visti in Upload (2007), E for Eva (2008) e Big Wet Asses 12 (2008). In totale, l'Internet Adult Film Database le accredita circa 160 pellicole.
Nel periodo da maggio a novembre 2004 lasciò il mondo del porno come desiderava il fidanzato Dan Beard: in seguito alla loro storia d'amore non solo uscì dal mondo del porno, ma tornò a scuola e lavorò presso il Macaroni Grill a Valencia, in California. La storia con Dan finì tragicamente: il ragazzo si suicidò il 7 novembre 2004; undici giorni dopo Eva era di nuovo davanti alla macchina da presa per girare "My Virtual Mercenary Eva". Nel 2005 prese in considerazione l'idea di entrare nella marina statunitense.
Nel giugno del 2010 è stata eletta Penthouse Pet e subito dopo annuncia il suo ritiro dall'industria. Due anni più tardi è rientrata nell'industria pornografica, girando con Xander Corvus. Nel 2018 è stata inserita nella Hall of Fame degli AVN Awards.
Nel 2024 è rientrata nell'industria pornografica, firmando un contratto in esclusiva con Blacked, società del Vixen Media Group.

## Vita privata
Nel dicembre 2007 Angelina sposò l'attore pornografico Danny Mountain e con quest'ultimo ha dato alla luce sua figlia Silvi, il 9 dicembre 2008: nel periodo di gravidanza, si è allontanata dai set cinematografici e dichiarò che non sarebbe rientrata presto dietro la macchina da presa in modo da dedicarsi alla figlia. Angelina e Mountain si sono poi separati nel marzo 2009 dopo un episodio di violenza domestica.

## Riconoscimenti
- AVN Awards
  - 2008 – Best Actress (video) per Upload[13]
  - 2008 – Best Solo Sex Scene per Upload[14]
  - 2010 – Best All-Girl Group Sex Scene per Deviance con Teagan Presley, Sunny Leone e Alexis Texas[15]
  - 2011 – Best Tease Performance per Car Wash Girls con Alexis Texas[16]
  - 2018 – Hall of Fame - Video Branch[17]
- XBIZ Awards
  - 2008 – Female Performer of the Year[18]
  - 2010 – Pornstar Website of the Year[19]
- XRCO Award
  - 2008 – Actress – Single Performance per Upload[20]
  - 2010 – Best Cumback[21]

## Filmografia
- Asian Street Hookers 36 (2003)
- College Invasion 2 (2003)
- College Invasion 3 (2003)
- Santeria (2003)
- Sex On The First Date (2003)
- Teens Revealed 3 (2003)
- Art Of Oral Sex (2004)
- Artcore 1: House of Whores (2004)
- Baby Doll First Timers (2004)
- Bangin Beaver on the Bus 4 (2004)
- Beef Eaters 1 (2004)
- Biggz and the Beauties 8 (2004)
- Blue Angels 1: The Second Coming (2004)
- Blue Angels 2 (2004)
- Camera Club (2004)
- College Invasion 4 (2004)
- Cum Swapping Sluts 7 (2004)
- Deep Throat This 18 (2004)
- Easy Prey 2 (2004)
- First Offense 7 (2004)
- Just Over Eighteen 10 (2004)
- Latin Booty Talk 2 (2004)
- Latin Teen Tryouts 1 (2004)
- Lollipop Babies 2 (2004)
- Naughty College School Girls 31 (2004)
- Pussy Party 1 (2004)
- Squirting 101 2 (2004)
- Surfer Girls 1 (2004)
- Teen Dreams 7 (2004)
- Ten Little Piggies 4 (2004)
- Thank God It's Friday (2004)
- Throat Bangers 4 (2004)
- Throat Gaggers 6 (2004)
- White Chicks Gettin' Black Balled 1 (2004)
- Whoriental Sex Academy 8 (2004)
- Woman's World (2004)
- Young Stuff 2 (2004)
- Young Tight Latinas 7 (2004)
- Addicted 2 Sin (2005)
- Angels of Debauchery 4 (2005)
- Bangin the Girl Next Door 2 (2005)
- Big and Bouncy 1 (2005)
- Big Giant Titties 1 (2005)
- Big Sausage Pizza 6 (2005)
- Big Titty Woman 1 (2005)
- Bitches in Heat 2 (2005)
- Black Nutz Juice (2005)
- Blow Me 1 (2005)
- Blowjob Princess 1 (2005)
- Boy Meats Girl 2 (2005)
- But I'm With the Band (2005)
- Caged Sluts (2005)
- California Cuties (2005)
- Camel Hoe's 4 (2005)
- Caught in the Act (2005)
- Chicks and Salsa 2 (2005)
- Christoph's Beautiful Girls 21 (2005)
- Coed Cock Hunt 1 (2005)
- Conviction (2005)
- Crazy in the Head, Crazy in the Bed (2005)
- Cum Buckets 3 (2005)
- Cum Craving Teens 2 (2005)
- Cum Drenched Tits 2 (2005)
- Cum in My Mouth I'll Spit It Back in Yours 3 (2005)
- Cumstains 6 (2005)
- Curse Eternal (2005)
- Dance on Fire (2005)
- Desperate Wives 2 (2005)
- Dirty Girlz 4 (2005)
- Double D Divas (2005)
- Double Decker Sandwich 6 (2005)
- Double Dutch (2005)
- Dream Lovers (2005)
- Drink His Cum From My Pussy (2005)
- Eternity (2005)
- Exotically Erotic (2005)
- Farmer's Daughters Take it Off (2005)
- Fishnets 2 (2005)
- Fleshbacks (2005)
- Full Service 2 (2005)
- Girl Crazy 5 (2005)
- Girlvana 1 (2005)
- Gothsend 4 (2005)
- Group Therapy (2005)
- Grudge Fuck 4 (2005)
- Hacienda (2005)
- Hand to Mouth 2 (2005)
- Handjob Heaven (2005)
- Hate: A Love Story (2005)
- Her First Lesbian Sex 5 (2005)
- Horny Spanish Flies 2 (2005)
- HotSex.com (2005)
- Hurt So Good (2005)
- Hustler Centerfolds 5 (2005)
- I Can't Believe I Took The Whole Thing 2 (2005)
- Image Of Sex (2005)
- Inside Moves (2005)
- Intimate Secrets 6 (2005)
- Iron Head 3 (2005)
- Jack's My First Porn 2 (2005)
- Jack's Teen America 6 (2005)
- Jack's Teen America 8 (2005)
- Lust In Leather (2005)
- Mamacitas 7 (2005)
- My Daughter's Fucking Blackzilla 1 (2005)
- My Hero (2005)
- My Virtual Mercenary Eva (2005)
- Nailed With Cum (2005)
- No Man's Land Latin Edition 6 (2005)
- Perfect Date (2005)
- Perverted POV 9 (2005)
- Peter North's POV 10 (2005)
- Pleasure 2 (2005)
- Polarity (2005)
- POV Fantasy 2 (2005)
- Pussy Foot'n 14 (2005)
- Rock Hard 2 (2005)
- Rookie (2005)
- Sex Fiends 3 (2005)
- Sex Goddess (2005)
- Smokin' Blowjobs 3 (2005)
- Sperm Swappers 1 (2005)
- Stocking Stuffers 2 (2005)
- Striptease Seductions (2005)
- Surrender the Booty 2 (2005)
- Swallow My Squirt 2 (2005)
- Take That Deep Throat This 2 (2005)
- Tex-ass Hole Em (2005)
- There's Something About Jack 35 (2005)
- Ty Endicott's Smokin' POV 5 (2005)
- Visitors (2005)
- Whore Gaggers 5 (2005)
- Whores Don't Wear Panties 1 (2005)
- Young Cummers 2 (2005)
- 18 and Easy 4 (2006)
- 2 on 1 25 (2006)
- Addicted 1 (2006)
- After Midnight (2006)
- Aphrodisiac (2006)
- Asian Brotha Lovers 4 (2006)
- Big Boob Brunettes (2006)
- Big Sausage Pizza 9 (2006)
- Blow Me 4 (2006)
- Bodies in Heat (2006)
- Body Shots (2006)
- Brazilian Letters (2006)
- Britney Rears 2: I Wanna Get Laid (2006)
- Busty Beauties: More Than a Handful 1 (2006)
- Casey Parker is the Girl Next Door (2006)
- Cum Buckets 5 (2006)
- Cum Buckets 6 (2006)
- Da Vinci Load 1 (2006)
- Dirty Little Secrets (2006)
- Don't Hide it Divide it (2006)
- Double Play 4 (2006)
- Elite 1 (2006)
- Eva Angelina (2006)
- Face Invaders 1 (2006)
- Federal Breast Inspectors (2006)
- Fetish Factory 1 (2006)
- Fine Ass Bitches 4 (2006)
- Flavor of the Month (2006)
- Fucking Hostile 3 (2006)
- Ghetto Fabulous (2006)
- Ghouls Gone Wild (2006)
- Girl Pirates 1 (2006)
- Girls Love Girls 1 (2006)
- Girls of Amateur Pages 12 (2006)
- Girlz Sportz (2006)
- Great Big Tits 1 (2006)
- Grub Girl (2006)
- Heavy Breathing (2006)
- History Of Porn (2006)
- Hot For Teacher (2006)
- Hot Sauce 1 (2006)
- I Know You're Watching 4 (2006)
- Innocent Desires 2 (2006)
- Innocent Desires 5 (2006)
- Interactive Sex with Courtney Cummz (2006)
- It's Huge 4 (2006)
- It's Not You (2006)
- Latin Obsession 2 (2006)
- Latin Sinsations (2006)
- Latin Spice (2006)
- Latina Lovers (2006)
- Lip Lock My Cock 1 (2006)
- Love is Blue (2006)
- Lusty Busty Pussy Patrol (2006)
- Many Shades of Mayhem 3 (2006)
- Meat Holes 6 (2006)
- Mind Blowers 1 (2006)
- Mind Blowers 3 (2006)
- Missionary: Impossible (2006)
- Mouth 2 Mouth 8 (2006)
- Naughty Office 3 (2006)
- Nice Fuckin' Tits (2006)
- Nikita's Extreme Idols (2006)
- No Cocks Allowed 2 (2006)
- Off The Rack 5 (2006)
- Oral Support (2006)
- Out Of Place (2006)
- Pornographer (2006)
- Pussy Party 18 (2006)
- Rack 'em Up 1 (2006)
- Reunion (2006)
- Rub My Muff 6 (2006)
- Run for the Border 1 (2006)
- Secrets (2006)
- Sex Dance Fever (2006)
- Sex Therapy 1 (2006)
- Silky Smooth (2006)
- Slam It in a Stranger (2006)
- Sleeping Around (2006)
- Sophia Syndrome (2006)
- Squirting 201 2 (2006)
- Sun Burn (2006)
- Supersquirt 3 (2006)
- Swallow The Leader 3 (2006)
- Syndicate Sex Scandals (2006)
- Taken (2006)
- Teenland 15 (2006)
- Three Wishes (2006)
- Top Notch Bitches 5 (2006)
- Toys Twats Tits (2006)
- Unwritten Love (2006)
- We Take It Black (2006)
- X-Rated (2006)
- Zen (2006)
- 1 On 1 1 (2007)
- 3 Blowin Me 1 (2007)
- 40 Inch Plus 3 (2007)
- American Teen Idols (2007)
- Ass Parade 12 (2007)
- Baby Fat 4 (2007)
- Behind Closed Doors (II) (2007)
- Big Dicks Bouncing Tits 2 (2007)
- Big Giant Titties 4 (2007)
- Big Wet Asses 12 (2007)
- Big Wet Tits 5 (2007)
- Bikini-Clad Cum Sluts 1 (2007)
- Blow Me 12 (2007)
- Blowbang Competition 2 (2007)
- Body Worship (2007)
- Breakin' Em In Young 1 (2007)
- Brotha Lovers (2007)
- Busty Beauties 24 (2007)
- Chin Knockers 3 (2007)
- Crazy Big Tits 1 (2007)
- Cum Scene Investigation 2 (2007)
- Dark Side of Marco Banderas 2 (2007)
- E for Eva (2007)
- Educating Nikki (2007)
- Eva Angelina AKA Filthy Whore (2007)
- Exxxtra Credit (2007)
- Fabulous (2007)
- Fantasy All Stars 4 (2007)
- Fuck Me 1 (2007)
- Gag Me Then Fuck Me 3 (2007)
- Girlgasmic 1 (2007)
- Girls Banging Girls 1 (2007)
- Girls Will Be Girls 1 (2007)
- House of Ass 6 (2007)
- Housewife 1 on 1 7 (2007)
- I Love Big Toys 6 (2007)
- It's Huge 5 (2007)
- Latin Mayhem (2007)
- Licensed to Blow 1 (2007)
- Mamacitas 10 (2007)
- Meet the Twins 6 (2007)
- Meet the Twins 7 (2007)
- Melt (2007)
- Mexicunts 5 (2007)
- Mr. Big Dicks Hot Chicks 1 (2007)
- My Daughter's Fucking Blackzilla 12 (2007)
- My Space 1 (2007)
- Naughty America: 4 Her 2 (2007)
- Naughty Girls (2007)
- No Man's Land Girlbang (2007)
- Old Geezers Young Teasers 1 (2007)
- Operation: Desert Stormy (2007)
- Paste My Face 6 (2007)
- Pussy Cats 2 (2007)
- Rack 'em Up 2 (2007)
- Rockin' Roxy (2007)
- Savanna's Been Blackmaled (2007)
- Shane Diesel Fucks Them All 1 (2007)
- Simple Fucks 1 (2007)
- Slave To The Grind (2007)
- Slime Ballin' 2 (2007)
- Smokin' Hot 2 (2007)
- Spunk'd the Movie (2007)
- Squirt in My Face (2007)
- Sticky Pants (2007)
- Tight Teen Twats 2 (2007)
- Tit For Tat (2007)
- Top Shelf 2 (2007)
- Trouble With Girls (2007)
- Trust Justice 1 (2007)
- Tug Jobs 12 (2007)
- Upload (2007)
- World Cups (2007)
- Young Latin Ass 3 (2007)
- 2 Chicks Same Time 2 (2008)
- 2 Chicks To Lick Your Dick 1 (2008)
- All About Eva Angelina (2008)
- Angel Face (2008)
- Angels of Mayhem (2008)
- Babes Illustrated 17 (2008)
- Barely Legal Interactive (2008)
- Big Tit Cream Pie 1 (2008)
- Big Tits at Work 2 (2008)
- Bitch and Moan 2 (2008)
- Bitchcraft 3 (2008)
- Bodacious Tits (2008)
- Busty Bonitas Bon Bons (2008)
- Butt Licking Anal Whores 9 (2008)
- Chain Gang 1 (2008)
- Cheating Wives 1 (2008)
- Close Shave (2008)
- Control 9 (2008)
- Cum Buckets 8 (2008)
- Defend Our Porn (2008)
- Diary of a Nanny 4 (2008)
- Doll House 4 (2008)
- Down the Hatch 23 (2008)
- Dream Team (2008)
- Evalution (2008)
- Every Last Drop 6 (2008)
- Everybody Loves Big Boobies 4 (2008)
- Fantasyland (2008)
- Fuck Team 5 1 (2008)
- Fucked Up Handjobs 2 (2008)
- Getting it Up With the Kardassians (2008)
- Girls Love Girls 3 (2008)
- Goo 4 Two 6 (2008)
- Good Morning Woody 2 (2008)
- Jesse Jane: Sexy Hot (2008)
- Latin Adultery 5 (2008)
- Lesbians Love Sex 2 (2008)
- Load Warriors 1 (2008)
- Lusty Latinas (2008)
- Meet the Twins 11 (2008)
- MILF Magic 2 (2008)
- My Daughter's Fucking Blackzilla 17 (2008)
- Naughty America: 4 Her 4 (2008)
- No Boys, No Toys 2 (2008)
- No Man's Land Interracial Edition 11 (2008)
- Not Bewitched XXX (2008)
- Nut Busters 10 (2008)
- Oracle (2008)
- People vs. pornstarslikeitbig (2008)
- Performers of the Year (2008)
- Perverted (2008)
- Porn Star Brides 1 (2008)
- Pornstar Punchout (2008)
- Pornstars Like It Big 2 (2008)
- Pornstars Like It Big 4 (2008)
- POV Blowjobs 1 (2008)
- Red White And Goo (2008)
- Roller Dollz (2008)
- Run for the Border 4 (2008)
- Sassy Latinas 1 (2008)
- Se7en Deadly Sins (2008)
- Sexy Solos (2008)
- Shay Jordan: Juice (2008)
- Simple Fucks 3 (2008)
- Slave for a Night (2008)
- Slaves In Training (2008)
- Smothered N' Covered 5 (2008)
- Strip Tease Then Fuck 10 (2008)
- Suck It Dry 5 (2008)
- Surrender the Booty 3 (2008)
- Swimsuit Calendar Girls 1 (2008)
- Take It Black 6 (2008)
- Teenage Wasteland 2 (2008)
- Those Fucking Neighbors 2 (2008)
- Tits Ahoy 7 (2008)
- Top Ten (2008)
- Underworld (2008)
- Voyeur 34 (2008)
- We Suck 1 (2008)
- Young and Juicy Big Tits 4 (2008)
- Young and Juicy Big Tits 5 (2008)
- Addicted 2 (2009)
- All About Eva Angelina 2 (2009)
- All Dressed Up (2009)
- American Swingers (2009)
- Baby Got Boobs 1 (2009)
- Big Rack Attack 6 (2009)
- Big Tits Boss 7 (2009)
- Big Tits Like Big Dicks 2 (2009)
- Biggz Does Them All 2 (2009)
- Blowbang Sexxxperience (2009)
- Blown Away 2 (2009)
- Brunettes: The Darkside (2009)
- Creamy Faces 1 (2009)
- Cumstains 10 (2009)
- Cyber Sluts 9 (2009)
- Deep Impact (Bluebird) (2009)
- Deviance 1 (2009)
- Evalutionary 1 (2009)
- Forbidden (2009)
- Hellfire Sex 16 (2009)
- Her First Lesbian Sex 17 (2009)
- Ladies Room 1 (2009)
- Mr. Big Dicks Hot Chicks 4 (2009)
- Murder Mystery Weekend 1: The Prophecy (2009)
- Murder Mystery Weekend 2: Maiden Fear (2009)
- My Daughter's Fucking Blackzilla 18 (2009)
- Naughty Office 18 (2009)
- Ninn Wars 4 (2009)
- Not Airplane XXX: Flight Attendants (2009)
- Not Airplane XXX: Flight Attendants (new) (2009)
- Not Airplane XXX: Flight Attendants (new) (new) (2009)
- Pop Shots 10 (2009)
- Sex Time (2009)
- Slutty Senoritas (2009)
- Squirt Shots (2009)
- Swimsuit Calendar Girls 2 (2009)
- Throated 20 (2009)
- World of Sexual Variations 3 (2009)
- XXX at Work 1 (2009)
- Best BJ's (2010)
- Big Tits at School 10 (2010)
- Black Beauty 3: Ride For Life (2010)
- Brazzers Presents: The Parodies 1 (2010)
- Brother Load 2 (2010)
- Busty Babysitters 1 (2010)
- Busty POV (2010)
- Car Wash Girls (2010)
- Curvy Girls 5 (2010)
- Department S Mission Two: Lair of the Crooked Tiger (2010)
- Eva Angelina vs. Teagan (2010)
- Femdom Ass Worship 4 (2010)
- Glamour Girls 3 (2010)
- Handjob Spectacles (2010)
- Hard Day's Work (2010)
- Hocus Pocus XXX (2010)
- Hooked (Wicked) (2010)
- I Have a Wife 9 (2010)
- Jizz on My Glasses 1 (2010)
- Latinass 2 (2010)
- Lex The Impaler 5 (2010)
- Magical Feet 8 (2010)
- My Dad's Hot Girlfriend 2 (2010)
- Naughty Athletics 9 (2010)
- Naughty Staff 2 (2010)
- Notorious S.L.U.T. (2010)
- Only Good Man (2010)
- Porn Fidelity 24 (2010)
- Pornstars Like It Big 10 (2010)
- Pornstars Punishment 2 (2010)
- Self Service Sex 1 (2010)
- Sexual HarASSment (2010)
- Sexy Senoritas 2 (2010)
- Taxi: A Hardcore Parody (2010)
- Teachers with Tits (2010)
- Threesomes (2010)
- Vice City Porn (2010)
- Victoria's Dirty Secret (2010)
- Young Guns (2010)
- Ben Dover's Polecats (2011)
- Big Tit MILF Mafia 14 (2011)
- Big Tits Boss 19 (2011)
- Dirty Fuck Dolls (2011)
- Group Discount (2011)
- In the VIP 5 (2011)
- Legendary Angels (2011)
- Lesbian Love (II) (2011)
- Live Gonzo 2 (2011)
- Not Airplane XXX: Cockpit Cuties (2011)
- Not Jennifer Lopez XXX: An American Idol (2011)
- Nurses (2011)
- On My Own: Brunette Edition (2011)
- Popular Demand (2011)
- Sexy Girls Like It Big (2011)
- VIP Crew 3 (2011)
- Young As They Cum 3 (2011)
- 16 Sluts For 1 Cock: POV Cum Swapping Extravaganza (2012)
- 25 Sexiest Boobs Ever (2012)
- Alektra Blue Is Cumming On Demand (2012)
- Anal Bombshells (2012)
- Anal Boot Camp (2012)
- Anal Car Wash Angels (2012)
- Big Game (2012)
- Big Tit Mother Fuckers 2 (2012)
- Big Tits in Sports 11 (2012)
- Bound Gang Bangs 25051 (2012)
- Cal Vista Collection 2 (2012)
- Can He Score 10 (2012)
- Chicks and Guns (2012)
- Deviance 3 (2012)
- Dirty Masseur 1 (2012)
- Dorm Invasion (2012)
- Eva Angelina: No Limits (2012)
- Evalutionary 2 (2012)
- Facial Overload 2 (2012)
- Fill My Teen Throat 2 (2012)
- Filthy Family 6 (2012)
- Girls Night Out 4 (2012)
- Gringas And Latinas (2012)
- Hot Sauce 9 (2012)
- Leave My Panties On 1 (2012)
- Licking Slit (2012)
- Mandingo Massacre 5 (2012)
- My Dad's Hot Girlfriend 11 (2012)
- My Wife's Hot Friend 16 (2012)
- Oil Overload 7 (2012)
- OMG... It's the Ghost XXX Parody (2012)
- Performers of the Year 2013 (2012)
- Pornstar Spa 2 (2012)
- Rack City XXX (2012)
- Sauna Girls (2012)
- Snatched (2012)
- Strapped 1 (2012)
- Strippers' Paradise (2012)
- What A Rack (2012)
- 25 Sexiest Latin Porn Stars Ever (2013)
- Doctor Adventures 15 (2013)
- I Have A Wife 22 (2013)
- MILF Lesbian Orgy (2013)
- Tonight's Girlfriend 13 (2013)
- Welcome Back Kotter XXX: A DreamZone Parody (2013)